# Фотографический метод
Фотографический метод — метод изучения различных явлений, происходящих в природе, заключающийся в запечатлении явления на фотографии или серии фотографий, которые в дальнейшем подвергаются анализу со стороны специалистов. Данный метод (и его модификации) широко применялся и применяется в астрономии (см. астрофотография) и физике. Так на основе данного метода функционировали специальные телескопы — астрографы, а в физике он применялся для изучения движения различных тел или их положения относительно друг друга (получение и изучение треков частиц, их регистрация), определения дисперсии оптических постоянных металлов и т. д.
После изобретения кинематографа частично на смену фотографическому методу пришёл кинематографический метод, суть которого сводилась к анализу кинофильмов. В настоящее время анализируются цифровые фотографии и видеофайлы.
Для автоматизации процесса анализа и облегчения труда были разработаны специальные компьютерные программы: VideoPoint, Video Motion Analyzer, «Видеозадачник» (Фишмана и Скворцова), КЛК «Аргус», «Измеритель» и т. д., — некоторые из них позволяют автоматизировать процесс регистрации данных, то есть запечатления явлений посредством работы с устройствами видеозахвата, например: веб-камерой.
Фотографический метод и по сей день активно используется при изучении физических явлений, в том числе и на уроках по физики, особенно это проявляется при использовании на занятиях стробоскопических фотографий.
В честь фотографического метода назван астероид (443) Фотографика, открытый в 1899 году Максом Вольфом, пионером этого метода в астрономии.